# Витинанка

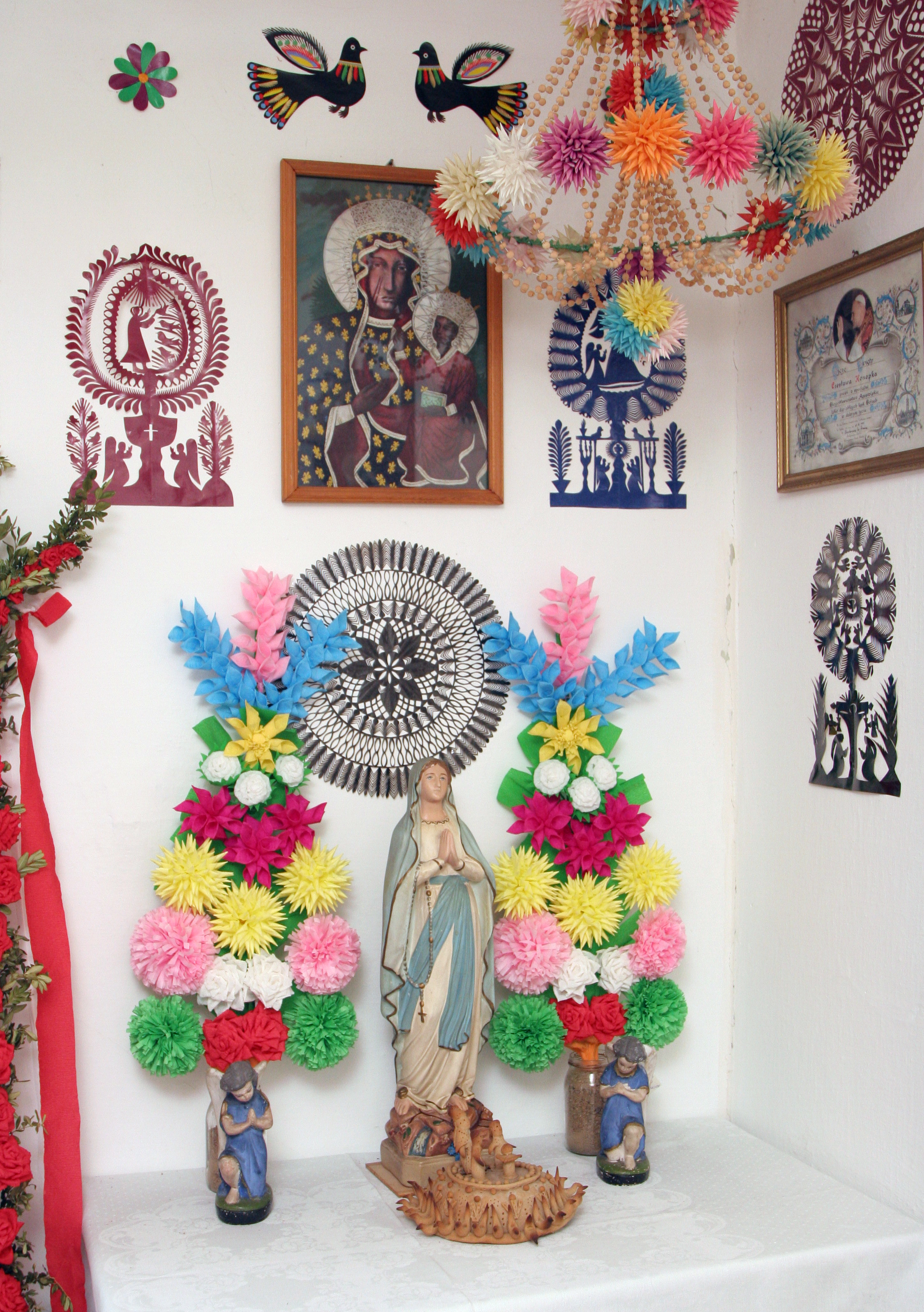
Витинанки з Польщі

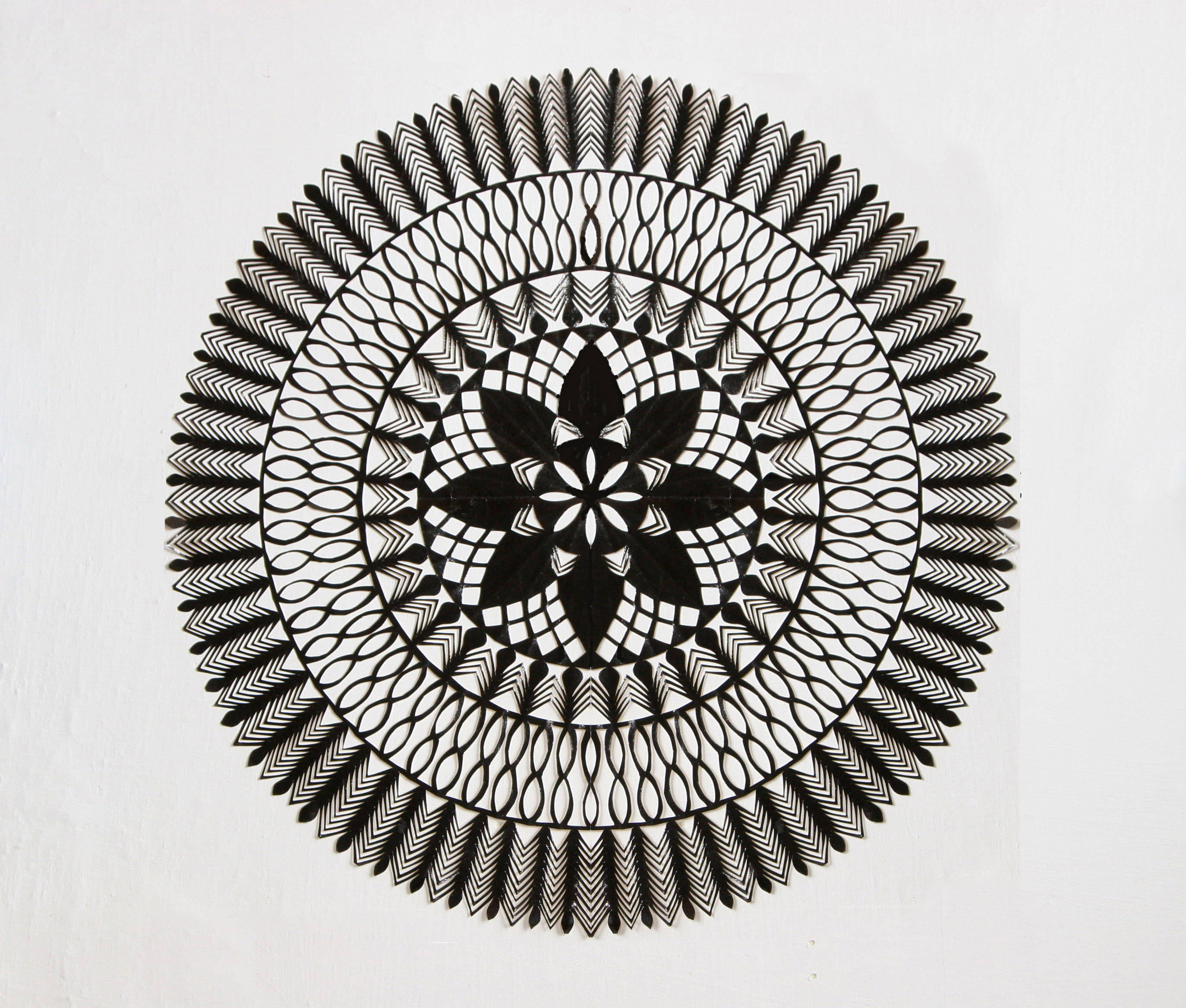

Витина́нка (від українського слова  «витинати», тобто «вирізувати», «вивертати») — вид народного декоративного мистецтва, зокрема українського. Включає сюжетні та орнаментальні прикраси житла — ажурні, силуетні тощо.
Витинанці властива лаконічність й вишуканість зображальних засобів. Близька до неї техніка створення силуету.
Витинанки виготовляються з допомогою ножиць (маленьких і, наприклад, дуже великих — для стриження хутра овець), спеціальних дрібних пристосувань майстрів, що передаються з покоління в покоління, а також ножа, сокирки, інших знарядь. Матеріалом для витинанок є папір (білий або кольоровий). Деякі люди вважають, що витинанками можуть бути вироби з дерева або із рослинних заготовок. Проте на Першій Міжнародній виставці витинанок (Вырезки мира, Вільнюс, 1991) витинанками були названі лише вироби з паперу (будь-якого) і тонкого картону. Витинанки використовують для прикрашання приміщень  — стін, вікон (наприклад, дивовижні фіранки на кватирках сільських хат), а також полиць, коминів, печей. Витинанки застосовують як у побуті, так і для підготовки релігійних або світських свят.

## Історія витинанки
З появою паперу і перших примітивних ножиць у Китаї з'явилися і перші витинанки. Не відразу папір «перебрався» зі Сходу в Україну. Мистецтво луб'яних виробів існувало паралельно з розвитком кераміки. Так традиції витинання на території України віднаходять у трипільській кераміці. Зустрічаються витинанки в артефактах кочівних народів Алтаю, на півночі Європи, Балканах і у слов'ян. Це, часто-густо, ажурні аплікації зі шкіри та хутра на одязі й предметах домашнього побуту. У VII—XII століттях у Китаї набули широкого поширення паперові прикраси: зображення божеств, духів, драконів, квітів, птахів, риб, які наклеювали на вікна.
У XIII столітті подібні витинанки були розповсюджені в Персії, згодом по всій Європі. У XVI столітті з'явилися кустоди — орнаментальні ажурні шкіряні підкладки під канцелярську печатку. Українські народні паперові витинанки, як прикраси сільських хат, почали використовуватися в середині XIX століття.

## Історія витинанки в Україні
Витинанки кінця XIX — початку XX століття вирізняються високою художньою майстерністю. У кожному регіоні та в багатьох осередках населення вони набули своєрідних локальних рис щодо трактування матеріалу, форми, технічної вправності, відчуття ритму, пропорцій, силуетів, багатства орнаментики.
Орнамент традиційних витинанок здебільшого геометричний і рослинний, трапляються також антропо- та зооморфні фігурки, зображення предметів побуту, архітектури тощо. Папір при витинанні складали вдвоє, вчетверо, увосьмеро, що дозволяло створити сталі структури, композиції. Традиційні витинанки у вигляді сніжинок слугували прикрасами на вікнах на Новий рік.
Витинанки були розповсюджені на Поділлі, Подніпров'ї, Прикарпатті, Подніпров'ї. «Витинанки до окраси хат» описані у творах Григорія Квітки-Основ'яненка, Михайла Коцюбинського, Бориса Грінченка. Іван Франко теж відзначив «незвичайну оригінальність узорів і відпрацьовану техніку тих витинань».
У 20—30-х роках XX століття основним регіоном побутування витинання стало Поділля. Популярність цього виду мистецтва посилилася після проведення в Києві виставки «Саїнські витинанки» (1969) (с. Саїнка Могилів-Подільського р-ну (тепер Чернівецького р-ну), завдяки Олександру Васильовичу Салюку, який зібрав для цієї виставки найкращі твори односельчан. Виставка відкрила імена багатьох самобутніх майстрів — Є. І. Британ, Т. С. Британ, М. Т. Купчик, Н. П. Кушнір, Г. Я. Петльовану.
У 1960–1970 роки дуже поширеними були фіранки і рушники, виготовлені ножицями. Цією технікою добре володіла В. Й. Яскілка з Підзамочка Бучацького району.
У 1970–1980-х роках на виставках з'являються сюжетні витинанки М. П. Бездільного (м. Бережани), М. В. Ремінецької (м. Тернопіль), Д. Г. Мимрика (с. Великий Говилів Теребовлянського району), М. Н. Бурдяк (с. Біла Чортківського району), Б. О. Стадничука (с. Михвилівка Борщівського району). Заслужений майстер народної творчості України М. П. Бездільний виступив як новатор сюжетних тематичних витинанок. Вони одинарні, виготовлені комбінованою технікою з різнобарвного паперу, мають рельєфну фактуру.
У 1980-х роках відомі майстри українських витинанок: Дмитро Мимрик (с. Великий Говилів Тернопільської області), Софія Приймак (с. Петриківка Дніпропетровської області), Любов Процик (Львів), Людмила Лузгіна (Запоріжжя), Галина Хміль (Київ), Андрій Пушкарьов (Дніпропетровськ), Людмила Мазур (Хмельницький), Василь Корчинський (Київ) та ін. Матеріалом для сучасних витинанок є глина, метал, дерево, тканина, камінь (дуже дивний погляд на матеріал для витинанок) та, традиційно, папір. Сучасна витинанка використовується у дизайні інтер'єру та книговиданні. Прикладами сучасної витинанки є роботи сучасного художника та народного майстра Тараса Богдана (Львів) та Ігоря Денисенка (Київ). Серед Майстрів народної творчості Києва заслужене місце посідає Наталія Васєніна, роботи якої були представлені на Першій Міжнародній виставці «Витинанки світу», що відбулася у Вільнюсі 1991 року. Крім неї у Вільнюсі тоді ж експонували свої витинанки ще дві майстрині.
У 2012 році було створено сайт «Українська витинанка», де наведено широкий огляд історії виникнення українських витинанок, публікацій про них та їх сучасного стану.

## Типологія витинанок

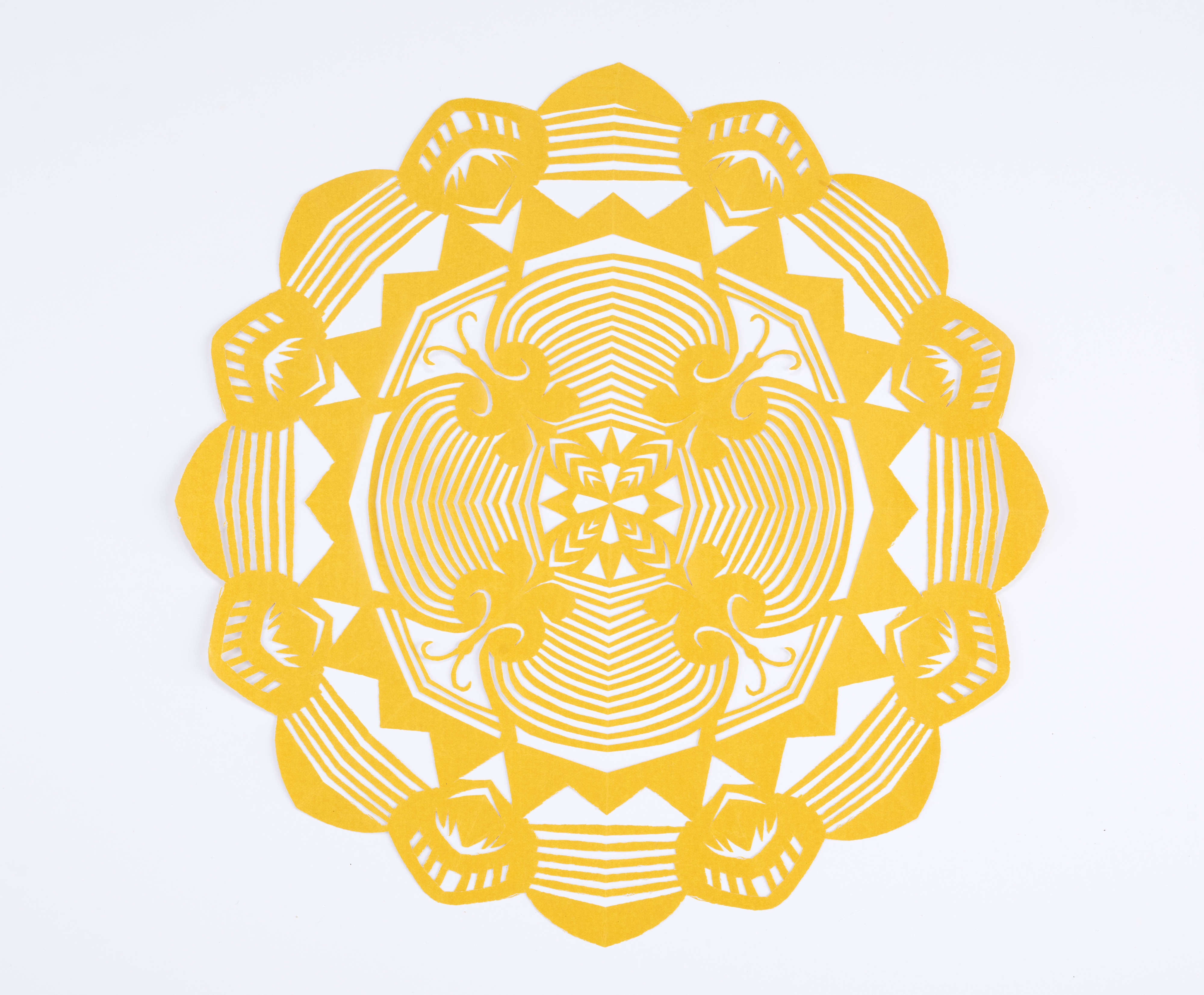
Люблінська витинанка, 1983

За технологічними та художніми особливостями витинанки поділяються на: ажурні — виготовляються з одного аркуша паперу, зображення міститься у прорізах; силуетні — зображення виступає силуетом; одинарні — виготовляються з одного аркуша паперу; складні — аплікаційні з кількох аркушів паперу, тому майже завжди багатоколірні. За технікою виготовлення і способом подачі зображення складні витинанки поділяються на складені (великомасштабні твори, зображення яких утворені з окремих елементів, складених поряд один з одним, гармонійно поєднаних між собою в єдине ціле) і накладні (накладні одна на одну «гіркою»).
За формою витинанки можуть бути різноманітними й нагадувати кола, ромби, квадрати, овали, смужки, і навіть утворювати складні сюжетні композиції.
Витинанки бувають таких груп: фігурки — силуетні витинанки, витяті за контуром, бувають кількох композиційних типів — пташки, вершники, ляльки та ін; розетки — ажурні витинанки, що складаються з розеток, зірок, ромбів, квадратів (усі одинарні) та накладних «сонечок»; дерева — сюжетно-декоративні витинанки, будуються відносно вертикальної осі: дерево, дерево з пташками, гілка, букет, вазон і под.; стрічки — з однобічною або двобічною композицією орнаменту; шпалери — витинанки, які складаються з таких типів композиційної структури: центральна, рядова, сітчаста, вільне заповнення; фіранки — рід паперових прикрас, як ускладнений варіант одинарних стрічкових витинанок; ігранки — витинанки з яскраво вираженим декоративним і тематичним характером; виставкові витинанки — це тематичні твори, пристосовані для експонування на виставках та оздоблення поліграфічної продукції.

## Майстри української витинанки
- Сергій Танадайчук (1963—2002) — член Національної спілки майстрів народного мистецтва України. Рано втратив батьків, виховувався в інтернаті. У 19 років Сергій Васильович їде в Петриківку, відому своїм народним мистецтвом — петриківським живописом. Тут він пристрастився до народної творчості, виготовляв витинанки, складав віршовані рядки до картин. Люди знаходили в його творчості й думку, і філософію. Його малюнки возили у Францію, ними зацікавився американський посол. У середині 1995 року в міськрайонній газеті «Земля Бердичівська» розпочинається публікація серії малюнків майстра, яка знайомить широке коло читачів газети з його творчістю. У Бердичівському інтернаті він створює гурток, де навчає дітей творити витинанки, орнаменти, розписувати крашанки, малювати схід Сонця, Матір-Берегиню, відкривати таємницю давньоукраїнських символів-знаків. Брав участь у всеукраїнських виставках, оформлював книги знаних письменників, зокрема Сергія Плачинди «Міфи давньої України». Сергій Васильович протягом досить короткого часу видав близько 30 випусків книг із серії «Бердичівське народне мистецтво». У Музеї історії міста Бердичева зберігаються твори Сергія Танадайчука.

- Микола Теліженко — заслужений художник України здійснив справжній прорив у розвитку витинанки, піднявши її від хатнього ремесла до образотворчої монументальності. Він створює в техніці витинанки серії полотен на складні історичні теми: «Холодний Яр», «Велесові перевесла», «Трипільські ритми», «Козак Мамай», «Долі козацькії», «Вічний образ», «Незнищенний», «Човен предків!» та інші.

- Андрій Пушкарьов —  самостійно творчістю займається з появою майстерні в 1981 р. Перші виставки в 1985 р. У 1986 р. разом з колегами Чернетой Г. А. і Оніщенко О. И. був організатором «Дніпропетровського товариства художників» за підтримкою Міськкому комсомолу і першого його секретаря Сергія Тігіпко (виставки проводилися у вихідні дні на Театральній площі). З 1986 р. починає займатися писанкою. Витинанкою займається з 1980 р.[2]

## Ні це не папір
- Паперовий ліхтарик
- Паперова ширма
- Аплікація
- Ажурний візерунок
- Ориґамі

## Лист
- Листові матеріали
- луб'яні вироби
- береста

## Графіка
- графіка

## Метал
- просічка на металі
- ковальство